# Corenc
Corenc település Franciaországban, Isère megyében. Lakosainak száma 4177 fő (2022. január 1.). Corenc Le Sappey-en-Chartreuse, La Tronche, Meylan és Quaix-en-Chartreuse községekkel határos.

## Népesség
A település népességének változása:
| Lakosok száma | 2850 | 3138 | 3356 | 3784 | 3970 | 3980 | 4013 | 4075 | 4101 | 4177 |
|               | 1968 | 1982 | 1990 | 2006 | 2013 | 2015 | 2017 | 2019 | 2020 | 2022 |